# Cleora impletaria
Cleora impletaria là một loài bướm đêm trong họ Geometridae.